# وحيد حامد
وحيد حامد (1 يوليو 1944 – 2 يناير 2021) هو كاتب سيناريو مصري. عُرف بتقديمه لأعمال اجتماعية ذات بُعد سياسي تناقش قضايا المجتمع المصري. عمل مع عدد من المخرجين منهم سمير سيف، شريف عرفة وعاطف الطيب، وحاز عن أعماله على عدة جوائز. في 2020 حاز جائزة الهرم الذهبي التقديرية لإنجاز العمر من مهرجان القاهرة السينمائي الدولي في دورته الـ42.
بدأ بكتابة القصة القصيرة والمسرحية في بداية مشواره الأدبي، ثم اتجه إلى الكتابة للإذاعة المصرية فقدم العديد من الأعمال الدرامية والمسلسلات، ومن الإذاعة إلى التليفزيون والسينما حيث قدّم عشرات الأفلام والمسلسلات.
أيضا قام بكتابة المقال السياسي والاجتماعي في أكثر الصحف انتشارًا، وحظي بجمهور واسع من القراء وكذلك أشرف على ورشة السيناريو بالمعهد العالي للسينما لمدة أربع سنوات متتالية، أخرج منها عدد من أفضل كتاب السيناريو الحاليين.

## سيرته
ولد وحيد حامد عام 1944 في قرية بني قريش، مركز منيا القمح، محافظة الشرقية، مصر. زوجته الإعلامية زينب سويدان رئيسة التليفزيون المصري سابقًا، ووالد المخرج السينمائي مروان حامد.
منذ أن جاء إلى القاهرة عام 1963 قادما من الشرقية لدراسة الآداب قسم اجتماع، عمل على تثقيف نفسه وظل سنوات مطلعًا على الكتب الأدبية والفكرية والثقافية وزائرًا للمكتبات والسينما والمسرح أملاً في أن يصبح كاتبًا مميزًا للقصة القصيرة والمسرح الذي عرفه عن طريق شكسبير. كتب في العديد من الصحف والمطبوعات، حتى ظهرت له أول مجموعة قصصية من هيئة الكتاب، وكانت تحمل اسم «القمر يقتل عاشقه»، ذهب إلى الكاتب يوسف إدريس الذي يعتبره هو والأديب نجيب محفوظ والكاتب المفكر عبد الرحمن الشرقاوي أساتذته الذين صقلوا فيه الموهبة والفكر، إلا أن الكاتب يوسف إدريس، نصحه بالكتابة في مجال الدراما، وهو ما فعله ونجح فيه.

## أعماله

### في السينما
1. طائر الليل الحزين (فيلم)
2. فتوات بولاق (فيلم)
3. غريب في بيتي (فيلم)
4. البريء (فيلم)
5. أرزاق يا دنيا (فيلم)
6. الراقصة والسياسي (فيلم)
7. الإنسان يعيش مرة واحدة (فيلم)
8. الغول (فيلم)
9. أنا وأنت وساعات السفر (فيلم)
10. معالي الوزير (فيلم)
11. بنات إبليس (فيلم)
12. التخشيبة (فيلم)
13. آخر الرجال المحترمين (فيلم)
14. الهلفوت (فيلم)
15. ملف في الآداب (فيلم)
16. رجل لهذا الزمان (فيلم)
17. حد السيف (فيلم)
18. الإرهاب والكباب (فيلم)
19. المنسي (فيلم)
20. اللعب مع الكبار (فيلم)
21. ديل السمكة (فيلم)
22. مسجل خطر (فيلم)
23. كل هذا الحب (فيلم)
24. ملف سامية شعراوي (فيلم)
25. كشف المستور (فيلم)
26. الدنيا على جناح يمامة (فيلم)
27. المساطيل (فيلم)
28. نور العيون (فيلم)
29. رغبة متوحشة (فيلم)
30. طيور الظلام (فيلم)
31. النوم في العسل (فيلم)
32. إضحك الصورة تطلع حلوة (فيلم)
33. سوق المتعة (فيلم)
34. محامي خلع (فيلم)
35. عمارة يعقوبيان (فيلم)
36. دم الغزال (فيلم)
37. الأولة في الغرام (فيلم)
38. الوعد (فيلم)
39. إحكي يا شهرزاد (فيلم)
40. قط وفار (فيلم)
41. انتخبوا الدكتور سليمان عبد الباسط

### الدراما التليفزيونية
- شياطين الليل (مسلسل).
- البشاير (مسلسل).
- العائلة (مسلسل).
- الجوارح (مسلسل مصري).
- الدم والنار (مسلسل).
- كل هذا الحب (مسلسل).
- الرجل الذي عاد (مسلسل).
- أنا وأنت وساعات السفر (مسلسل).
- الناس سنة 2000 (مسلسل)
- أوراق الورد (مسلسل)
- أحلام الفتى الطائر (مسلسل)
- سفر الأحلام (مسلسل)
- أوان الورد (مسلسل).
- الجماعة الجزء الأول (مسلسل).
- الجماعة الجزء الثاني (مسلسل)
- بدون ذكر أسماء (مسلسل).

### الدراما الإذاعية
- شياطين الليل (مسلسل).
- الرجل الذي عاد (مسلسل).
- الفتى الذي عاد (مسلسل).
- طائر الليل الحزين (مسلسل).
- قانون ساكسونيا (مسلسل).
- كل هذا الحب (مسلسل).
- بلد المحبوب (مسلسل).
- عاشور رايح جاي (مسلسل).
- الدنيا على جناح يمامة (مسلسل).
- لمسة ساخنة على جلد بارد (مسلسل).
- بنت مين في مصر (مسلسل).
- عبده كاراتيه (مسلسل).

### السباعيات والخماسيات
- العوم على رمل ساخن.
- أنا وأنت وساعات السفر.
- الشيطان يعود.
- الناس سنة 2000.

### الأعمال المسرحية
- آه يا بلد (مسرحية) قدمت منذ عام 1971.
- سهرة في بار الأحلام (مسرحية) قدمت منذ عام 1975.
- جحا يحكم المدينة (مسرحية) قدمتها فرقة النجوم المسرحية

### مطبوعاته
- القمر يقتل عاشقه (مجموعة قصص قصيرة).
- استيقظوا أو موتوا (مقالات).
- حديث الدخان (مقالات).
- جمهورية عساكر (قصص ومقالات)

## جوائز
- جائزة أحسن مسرحية عن مسرحية (آه يا بلد) من وزارة الثقافة، عام 1972.
- جائزة أحسن فيلم عن (ملف في الآداب) من وزارة الثقافة عام 1985.
- جائزة مصطفى أمين وعلي أمين عن فيلم (البريء)، عام 1986.
- جائزة مهرجان القاهرة السينمائي للسيناريو المتميز عام 1990/1991.
- الجائزة الفضية عن فيلم (اللعب مع الكبار) من وزارة الثقافة عام 1991.
- جائزة أحسن فيلم (الإرهاب والكباب) من وزارة الثقافة عام 1993.
- جائزة أحسن سيناريو (المنسي) من جمعية الفيلم، عام 1994.
- جائزة أحسن سيناريو (الراقصة والسياسي) عن الجمعية المصرية لفن السينما، عام 1995.
- جائزة أحسن فيلم (طيور الظلام) من جمعية الفيلم، عام 1996.
- جائزة الفارس الذهبي التي تمنحها إذاعة الشرق الأوسط لأفضل كاتب سينمائي من عام 1990 حتى عام 2002 وهي تمنح بناء على استفتاء جماهيري.
- جائزة أحسن كتاب عن كتاب (استيقظوا أو موتوا) من وزارة الثقافة، عام 1994.
- جائزة أفضل مسلسل تليفزيوني (العائلة) من وزارة الاعلام، عام 1994.
- جوائز المركز الكاثوليكي لأفضل فيلم سينمائي وأفضل كاتب سيناريو أعوام (1985 - 1998 - 1999)
- جائزة أفضل فيلم (إضحك الصورة تطلع حلوة) من وزارة الإعلام وجائزة أحسن سيناريو وأحسن إخراج (جمعية الفيلم، الجمعية المصرية لفن السينما، وزارة الثقافة).
- جائزة أحسن مسلسل تلفزيوني (أوان الورد) من وزارة الإعلام، عام 2001.
- جائزة أحسن فيلم وأحسن سيناريو (فيلم ديل السمكة) مهرجان الإسكندرية.
- جائزة أحسن سيناريو من مهرجان 0 فالينسيا السينمائي) بإسبانيا عن فيلم (اللعب مع الكبار)
- الجائزة الفضية من مهرجان ميلانو بإيطاليا عن فيلم (الإرهاب والكباب).
- جائزة أحسن فيلم من الصين عن فيلم (إضحك الصورة تطلع حلوة)
- جائزة أحسن سيناريو عن فيلم (معالي الوزير) من مهرجان السينما الأفريقية.
- جائزة أحسن سيناريو عن مسلسل (الجماعة) من مهرجان القاهرة للاعلام العربي.
- جائزة نجيب محفوظ عن مجمل أعماله الدرامية التليفزيونية من مهرجان القاهرة للإعلام العربي 2010.
- جائزة الدولة للتفوق في الفنون من المجلس الأعلى للثقافة، عام 2003
- جائزة أحسن سيناريو عن مسلسل (الدم والنار) عام 2004
- جائزة الدولة التقديرية عام 2008.
- جائزة النيل عام 2012 وهي أعلى جائزة تمنحها الدولة.
- جائزة من مهرجان القاهرة السينمائي 2020

## وفاته
توفي يوم السبت 2 يناير 2021 ميلاديّا، الموافق 18 جمادى الأولى 1442 هجريّا، عن عمر ناهز 76 إثر أزمة قلبية.

## وصلات خارجية
- وحيد حامد على موقع IMDb (الإنجليزية)
- وحيد حامد على موقع الدهليز
- وحيد حامد على موقع قاعدة بيانات الأفلام العربية
- وحيد حامد على موقع قاعدة بيانات الفيلم (الإنجليزية)
- وحيد حامد على موقع أرشيف الشارخ.